# Умягчение злых сердец
Существуют иконы со сходным сюжетом: Семистрельная икона Божией Матери и Страстная икона «И тебе самой душу пройдёт оружие»
Умягчение злых сердец, или Симеоново проречение — икона Богородицы, на которой символическими знаками изображено пророчество святого Симеона Богоприимца, произнесённое им в Иерусалимском храме в день Сретения Господня:

И благословил их Симеон и сказал Марии, Матери Его: се, лежит Сей на падение и на восстание многих в Израиле и в предмет пререканий, — и Тебе Самой оружие пройдет душу, — да откроются помышления многих сердец.
— Лк. 2:34-35
Образ «Умягчение злых сердец» происходит, по всей видимости, из Юго-Западной Руси, однако исторических сведений о нём, не имеется. 
На иконе Богоматерь изображается с семью воткнутыми в сердце мечами: по три справа и слева и один внизу. Число семь обозначает полноту горя, печали и сердечной боли, испытанных Богородицей в её земной жизни. Иногда на коленях Богородицы изображается и Предвечный Младенец.
Похожее изображение имеет также Семистрельная икона Божией Матери. Разница только в том, что мечи на ней расположены несколько иначе — три с одной и четыре с другой стороны.
Празднование иконе совершается в неделю Всех Святых (первое воскресенье после Пятидесятницы).

## Гимнография
Молитва перед иконой Божией Матери «Умягчение злых сердец»:

 О Многострадальная Мати Божия, Превысшая всех дщерей земли по чистоте Своей и по множеству страданий, Тобою на земли перенесенных! Приими многоболезненныя воздыхания наша и сохрани нас под кровом Твоея милости. Инаго бо прибежища и теплаго предстательства, разве Тебе, не вемы, но яко дерзновение имущи ко иже из Тебе Рожденному, помози и спаси ны молитвами Своими, да непреткновенно достигнем Царствия Небеснаго, идеже со всеми святыми будем воспевати в Троице Единаго Бога, всегда, ныне и присно и во веки веков. Аминь.
Пред иконой молятся об исцелении от холеры, хромоты и расслабления, об умиротворении враждующих и об умягчении злых сердец, при вражде или гонениях.